# Diavoletto d'Abruzzo
Il diavoletto d'Abruzzo o lazzaretto è una varietà di peperoncino riconosciuta tra i Prodotti agroalimentari tradizionali abruzzesi.

## Storia
Probabilmente fu importato da Cristoforo Colombo dal ritorno delle sue spedizioni attorno al 1514.

## Descrizione
Appartiene alla famiglia delle Solanacee, ed il frutto della pianta ha la forma allungata, di dimensioni piccole o medio piccole, con coloritura variabile e con le qualità organolettiche ben definite dell’acre piccante.

## Uso in cucina
- Nei salumi
- sotto sale
- sott'olio
- fresco o abbrustolito
- pesce [6]